# Gynoplistia dispila
Gynoplistia dispila är en tvåvingeart som beskrevs av Alexander 1923. Gynoplistia dispila ingår i släktet Gynoplistia och familjen småharkrankar. Inga underarter finns listade i Catalogue of Life.